# Бахтино (Нижегородская область)
 Бахтино  — деревня в Шарангском районе Нижегородской области в составе Роженцовского сельсовета.

## География
Расположена на расстоянии примерно 12 км на юг по прямой от районного центра поселка Шаранга.

## История
Упоминается с 1891 года как починок Бахтинский, где в 1905 дворов 45 и жителей 297, в 1926 (деревня Бахтинские) 60 и 308, в 1950 46 и 149. Основана в 1870-е годы. Название по фамилии первопоселенцев. Работали колхозы «Боец» и «Роженцово».

## Население
Постоянное население составляло 42 человека (русские 98 %) в 2002 году, 43 в 2010.